# Suchodoły (Kraśnik)
Pour les articles homonymes, voir Suchodoły.
Suchodoły (prononciation : [suxɔˈdɔwɨ]) est un village polonais de la gmina de Gościeradów dans le powiat de Kraśnik de la voïvodie de Lublin dans l'est de la Pologne.
Il se situe à environ 10 kilomètres à l'ouest de Kraśnik (siège du powiat) et 52 kilomètres au sud-ouest de Lublin (capitale de la voïvodie).

## Histoire
De 1975 à 1998, le village est attaché administrativement à la voïvodie de Tarnobrzeg.

Depuis 1999, il fait partie de la voïvodie de Lublin.